# 巴尔德赫尼亚
巴尔德赫尼亚，是西班牙卡斯蒂利亚-莱昂索里亚省的一个市镇。总面积13平方公里，总人口49人（2001年），人口密度4人/平方公里。